# Kót
Kót (szlovénül: Kot) magyarok lakta falu Szlovéniában a Muravidéken. Közigazgatásilag Lendva községhez tartozik.

## Fekvése
Lendvától 7 km-re délnyugatra  a Mura bal partján  fekszik.

## Története
Nevét Kiss Lajos a szlovén „kót” (sarok, szög, szöglet, zug) szóból eredezteti. Első írásos említése igen kései, 1773-ból való. A települést eredetileg szlovénok lakták, de a falu aztán elmagyarosodott. Területét 1379-ben az alsólendvai Bánffy család kapta I. Lajos magyar királytól adományként. 1644-ig a család kihalásáig volt a Bánffyak birtoka. Ezután a Nádasdy család birtoka lett. 1690- ben Eszterházy nádor több más valaha Bánffy-birtokkal együtt megvásárolta. Ezután végig a család birtoka maradt.
Fényes Elek szerint " Kót, magyar falu, Zala vmegyében, az alsó-lendvai uradalomban: 120 kath. lak."
Vályi András szerint " KÓT. Horvát falu Szala Várm. földes Ura H. Eszterházy Uraság, lakosaik katolikusok, fekszik a’ Lendvai Uradalomban, határja középszerű."
1910-ben 234, túlnyomórészt magyar lakosa volt.
Közigazgatásilag Zala vármegye Alsólendvai járásának része volt. 1919-ben a Szerb–Horvát–Szlovén Királysághoz csatolták, ami tíz évvel később vette fel a Jugoszlávia nevet. Ekkor a Lendva vidéki falvakban nagyszámú szlovén telepítettek Olaszországból, hogy 20% alá csökkenjen a magyar lakosság száma és háttérbe szoruljon a magyar nyelv használata. 1941-ben a Muramentét a magyar hadsereg visszafoglalta és 1945-ig ismét Magyarország része volt, majd a második világháború befejezése után végleg jugoszláv kézbe került. 1991 óta a független Szlovén Köztársaság része. 2002-ben 136 lakosa volt. A nagyszámú telepítések ellenére 2002-ben is a község lakosai közül mintegy 70% magyar nemzetiségű volt.

## Nevezetességei
Páduai Szent Antal tiszteletére szentelt kápolnája a 20. század első felében épült.